# Veronica Isaksson
Anna Veronica Isaksson, född 7 februari 1972, är en svensk handbollstränare och tidigare handbollsspelare. Spelade som mittnia.

## Karriär
Framgångarna började i Göteborgsklubben HP Warta då hon vann junior-SM-guld med klubben 1989. Hon spelade sedan några år för HP Warta. Hon blev handbollsproffs i Ferrobús Mislata i Valencia i Spanien och avslutade sin karriär för Skuru IK. Med Skuru IK vann hon SM-guld 2001 då klubben besegrade IK Sävehof i finalen med 3-0 i matcher.

## Landslagsspel
Veronica Isaksson debuterade i landslaget 1993 då hon spelade för HP Warta. Hon spelade sedan 106 landskamper för Sverige till år 2003. Hon gjorde 241 mål. Vid VM 2001 i Italien var hon en av förgrundsgestalterna i vad som kallades "det leende landslaget".
Året efter spelade hon EM 2002 trots att hon brutit tummen ungefär en månad före mästerskapet. Säsongen 2002-2003 fick hon utmärkelsen Årets handbollsspelare i Sverige, men efter säsongen som slutade med förlust i SM-finalen mot Team Eslövs IK slutade hon sin aktiva spelarkarriär. Hon hade då inte tänkt fortsätta med handboll utan flyttade tillbaka till hemstaden Umeå.

## Tränarkarriären
I mitten av 00-talet flyttade Veronica Isaksson tillbaka till Göteborg från Umeå för att inleda en handbollstränarkarriär. Hon började som assisterande tränare för HP Wartas herrlag, men uppdraget varade endast en säsong (2006/2007). Samtidigt började hon som instruktör vid Riksidrottsgymnasiet Katrinelund. Sedan flera år är hon nu verksamhetschef för handbollen på Katrinelund.